# Обонн (Во)
Обонн (фр. Aubonne) — місто  в Швейцарії в кантоні Во, округ Морж.

## Географія
Місто розташоване на відстані близько 95 км на південний захід від Берна, 19 км на захід від Лозанни.
Обонн має площу 14,3 км², з яких на 14,1% дозволяється будівництво (житлове та будівництво доріг), 57,8% використовуються в сільськогосподарських цілях, 27,2% зайнято лісами, 0,8% не є продуктивними (річки, льодовики або гори).

## Демографія
2019 року в місті мешкало 3807 осіб (+9% порівняно з 2010 роком), іноземців було 31,3%. Густота населення становила 265 осіб/км².
За віковим діапазоном населення розподілялося таким чином: 22,6% — особи молодші 20 років, 61,5% — особи у віці 20—64 років, 15,9% — особи у віці 65 років та старші. Було 1572 помешкань (у середньому 2,4 особи в помешканні).
Із загальної кількості 3671 працюючого 132 було зайнятих в первинному секторі, 939 — в обробній промисловості, 2600 — в галузі послуг.